# چمیتوو
چمیتوو (به لاتین: Trzemiętowo) یک روستای لهستان در لهستان است که در Gmina Sicienko واقع شده‌است.